# Hypo Niederösterreich
Maillots
Dernière mise à jour : 30 décembre 2024.
L'Hypo Niederösterreich ou Hypo NÖ est un club féminin autrichien de handball basé à Maria Enzersdorf en Basse-Autriche (allemand : Niederösterreich), à une vingtaine de kilomètres au sud de Vienne. C'est l'un des plus grands clubs européens, vainqueur de huit Ligues des champions en treize finales disputées.
Dans son pays, ce club a remporté sans interruption le Championnat d'Autriche de 1977 à 2018 et la Coupe d'Autriche 1990 à 2016. Après avoir laissé échapper quelques titres à la fin des années 2010, le club domine à nouveau sans partage les compétitions nationales.

## Historique

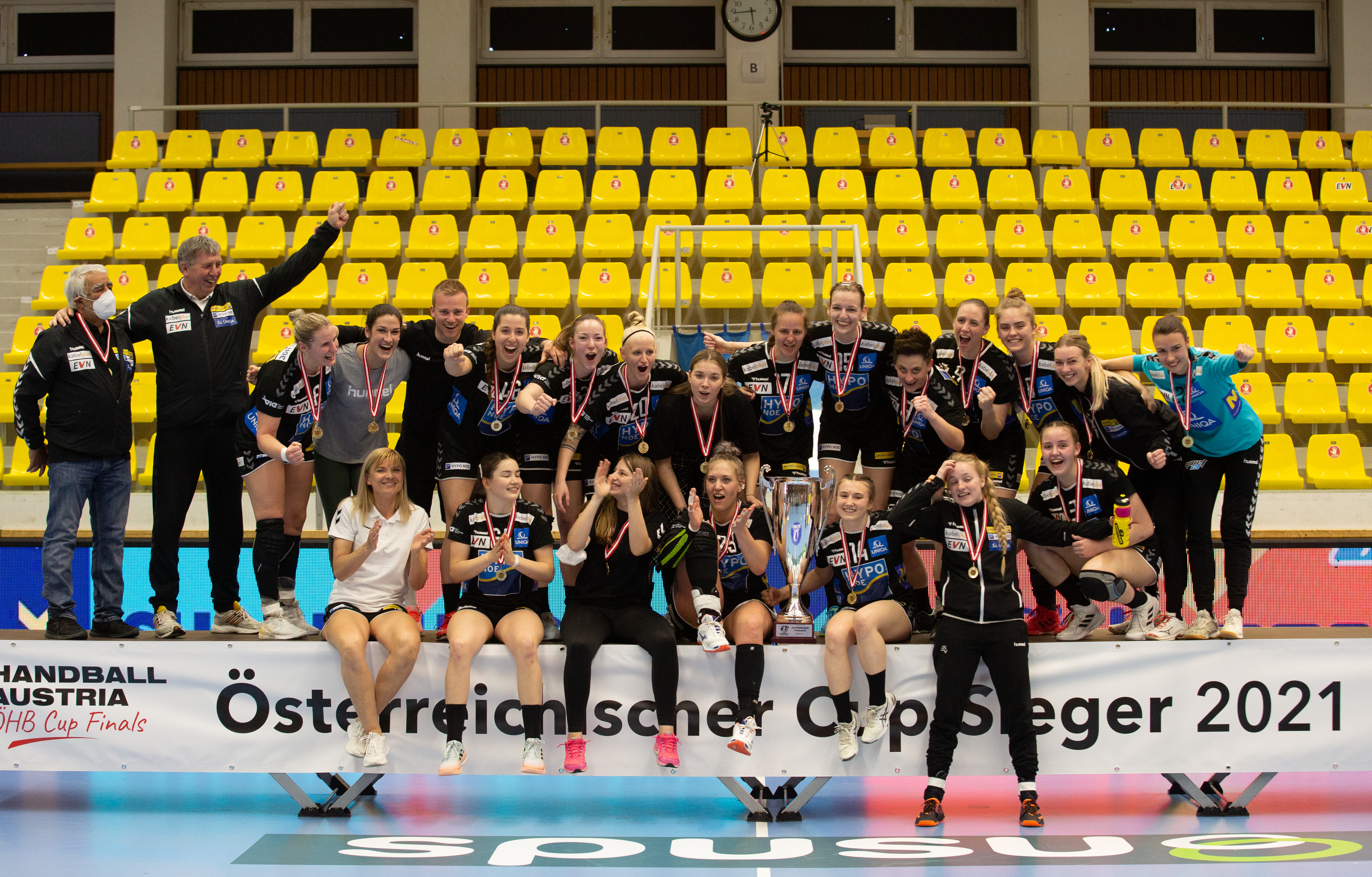
Les joueuses d'Hypo après la victoire en coupe en 2021

En 1972, plusieurs athlètes autrichiennes de haut niveau Liese Prokop (médaille d'argent du pentathlon aux Jeux olympiques de 1968 à Mexico), sa sœur Maria Sykora (championne d'Autriche du 400 et 800 m) et Eva Janko (médaille de bronze du javelot aux JO 1968 à Mexico) décident de créer une équipe de handball féminin. Comme entraîneur, elles choisissent Gunnar Prokop, le mari de Liese et comme sponsor, ils parviennent à convaincre la banque régionale de Basse-Autriche, la Hypo NOE (en) (pour Niederösterreichische Landes-Hypothekenbank, c’est-à-dire Banque Hypothécaire d'État de Basse-Autriche). Le club prend alors le nom du sponsor et devient l'Hypo Niederösterreich. Le siège est à Maria Enzersdorf en Basse-Autriche et les couleurs sont celles de la banque et de la Basse-Autriche, le bleu et le jaune.
En 2011, un accord de partenariat est signé entre le club et la Fédération brésilienne de handball. Ainsi, en 2013, six joueuses du club deviennent championnes du monde 2013 dans une sélection menée par le Danois Morten Soubak, lui-même entraîneur d'Hypo NÖ : Barbara Arenhart Deonise Cavaleiro, Fabiana Diniz,, Alexandra do Nascimento, Ana Paula Rodrigues et Fernanda da Silva, auxquelles on peut ajouter Mayara Moura, Daniela Piedade, Silvia Pinheiro, Samira Rocha et Karoline de Souza qui ont évolué au club peu de temps avant. 
En 2014, cet accord est rompu et toutes les joueuses brésiliennes sont alors libres d’accepter des offres d’autres clubs.

## Palmarès
compétitions internationales
- Ligue des champions :
  - Vainqueur (8) : 1989, 1990, 1992, 1993, 1994, 1995, 1998, 2000
  - Finaliste (5) : 1987, 1988, 1991, 1996, 2008
- Coupe des vainqueurs de coupe
  - Vainqueur (1) : 2013
  - Finaliste (1) : 2004
- Supercoupe d'Europe (2) :
  - Vainqueur (2) : 1994 et 2000
  - Finaliste (2) : 2004 et 2008

compétitions nationales
- Championnat d'Autriche
  - Vainqueur (46) : 1977 à 2018 sans interruption, 2021 à 2024
- Coupe d'Autriche
  - Vainqueur (32) : 1990 à 2016 sans interruption, 2019, 2021 à 2024
  - Finaliste (1) : 2017

## Joueuses emblématiques
Le club s'est appuyé sur de nombreuses joueuses étrangères qui ont ensuite été naturalisées pour jouer pour l'équipe nationale d'Autriche :
- / Gorica Aćimović : de 2004 à 2009, de 2012 à 2015 et de 2016 à 2018
- Bárbara Arenhart
- / Stanka Božović : de 1989 à 2001, 7 Ligues des champions
- Fabiana Diniz
- / Tatjana Dschandschgawa : de 1992 à 2002
- // Ausra Fridrikas, meilleure joueuse mondiale 1999
- Mia Hermansson-Högdahl, meilleure joueuse mondiale 1994
- / Tanja Logvin
- / Jasna Merdan-Kolar, meilleure joueuse mondiale 1990, meilleure marqueuse de l'histoire du championnat d'Autriche sur une saison avec 375 buts en 22 matchs, soit une moyenne de 17 buts par match, en 1985-1986.
- / Edit Matei (Török) (en)
- Iris Morhammer (es)
- / Svetlana Mugoša-Antić
- Karin Prokop (de)
- Marianna Nagy (Gódor)
- Alexandra do Nascimento, meilleure joueuse mondiale 2012
- Oh Seong-ok : de 2006 à 2010
- / Mariann Rácz : de 1988 à 1996
- / Vesna Radović (en)
- Ana Paula Rodrigues
- / Natalia Rusnachenko
- Fernanda da Silva
- Tímea Tóth
- / Liliana Ţopea (en)
- Paula Ungureanu

## Entraîneurs célèbres
- Gunnar Prokop : entraîneur de 1972 à 2009. Le 29 octobre 2009, lors d'un match de Ligue des champions contre le club français de Metz Handball, il assombrit définitivement sa réputation déjà sulfureuse en se rendant coupable d'un geste d'antijeu caractérisé en rentrant sur le terrain à 15 secondes du terme pour bloquer et bousculer une joueuse adverse qui partait en contre-attaque pour marquer le but de la victoire. Ce geste ajouté à de multiples violences verbales précédentes, aussi bien envers des adversaires que des arbitres, ternit définitivement la réputation qui lui avait valu 10 ans auparavant le titre honorifique d'entraîneur du XXe siècle décerné par l'EHF.
- Morten Soubak : entraîneur de 2013 à 2014

## Identité visuelle

?-?
Actuellement